# Janet D. Spector
Janet D. Spector (Madison, Wisconsin, 21 de octubre de 1944 – Albuquerque, 13 de septiembre de 2011) fue una arqueóloga estadounidense conocida por su contribución en la arqueología de género y la etnoarqueología.

## Biografía
Nacida en 1944, Janet D. Spector estudió en la Universidad de Wisconsin-Madison. Diplomada en 1970, mientras investigaba semillas antiguas tomó un descanso académico consagrándose a los movimientos feministas y pacifistas antes de volver en el mundo académico.
En 1973 se incorporó como profesora en la universidad de Minnesota ayuda a fundar el programa de estudios de las mujeres (women's studies), en la actualidad denominado "Gender, Women and Sexuality Studies". Será su presidenta de 1981 a 1984. En 1984, es coautora con Margaret Conkey de uno de los primeros artículos sobre arqueología de género titulado Archaeology and the Study of Gender. En 1986, recibe el Premio Horace Morse-Amoco. En 1988, fue asistente del vicepresidente de asuntos académicos y en 1992, obtiene la plaza de asistente del decano, presidiendo la Comisión de la Mujer de la Universidad Wisconsin-Madison.
Como profesora asociada en el Departamento de Antropología de la Universidad de Tejas fue uno de los primeros arqueólogos en consultar a los nativos sobre los hallazgos desenterrados. En 1993 publicó What This Awl Means: Feminist Archaeology at a Wahpeton Dakota Village en Minnesota Historical Society Press un trabajo combinando autobiografía y ficción, centrado la investigación desarrollada por Spector en Little Rapids (también conocido como Inyan Ceyaka Otonwe) en el Condado de Scott (Minnesota) y el relato ficticio de una joven mujer Dakota que vivía en el pueblo. Es innovador por el tema - el estudio de los roles de los hombres y de las mujeres en el seno de la comunidad - y por los métodos de investigación empleados que combinan a la vez el arqueología y la antropología.
Murió a los 66 años el 13 de septiembre de 2011 por un cáncer de mama en su casa de Albuquerque.